# 崔慧珍
崔 慧珍（チェ・ヘジン、ハングル：최 혜진、英語：Choi Hye Jin、1999年8月23日 - ）は、大韓民国釜山広域市出身の、女子プロゴルファーである。所属はロッテ。

## 来歴

### アマチュア時代
中学生で韓国ナショナルチーム（国家代表）に選ばれ、「2014年アジア競技大会」（大韓民国・仁川）のゴルフ競技において団体銀メダルのメンバーとなる。
2015年、高校生ながら「韓国女子アマチュア選手権」優勝。国家代表としては「世界ジュニア女子選手権」個人・団体共に優勝を果たす。
2016年、プロの大会である欧州女子ゴルフツアー（LET）「ISPS Handa ニュージーランドオープン」において、女子ゴルフ世界ランキング（世界ランク）1位（当時）のリディア・コに次いで2位タイに入る。国家代表としては「ネイバーズトロフィーチーム選手権」女子の部個人・団体共に優勝、「エスピリトサントトロフィー世界アマチュアチーム選手権」個人・団体共に優勝がある。
2017年、国家代表として「ネイバーズトロフィーチーム選手権」女子の部個人優勝・団体2位になる。個人としては7月の韓国女子プロゴルフ協会（KLPGA）ツアー「招請炭酸龍平リゾートオープン」でアマチュア優勝を果たした後、同月の全米女子プロゴルフ協会（USLPGA）メジャー大会「全米女子オープン」単独2位で2年連続でローアマチュアを獲得し、KLPGAツアー「BOGNER MBN女子オープン」で2回目のアマチュア優勝を果たした。

### プロ転向後
18歳になってすぐの2017年8月24日にKLPGAに入会しプロ転向。12月にベトナムで開催されたKLPGAツアー「ヒョソン選手権」でプロ初優勝を果たす。
2018年シーズンは5月に世界ランクで自身最高位となる7位に入る。前年12月の「ヒョソン選手権」と合わせて2勝をあげ、年間獲得賞金ランキング（賞金ランク）4位。KLPGAの大賞と新人賞に輝く、この2部門の同時受賞は2013年の金孝周以来5年ぶり6人目となった。
2019年3月に「第11代KLPGA広報モデル」に選出され、その後2021年シーズンまで3年連続で選出されている。
同年は4月のKLPGAツアー「KLPGA選手権」でメジャー大会初優勝。最終的に5勝をあげ、賞金ランク1位。KLPGAの大賞、賞金女王、最少ストローク賞、最多勝利賞、ベストプレーヤー賞、人気賞、特別賞を受賞し7部門を制覇した。6部門以上の受賞は2017年の李晶恩に次いで2人目となった。
2020年、優勝は最終戦の1勝のみであったが、出場16試合でトップ10が14回と安定した成績からKLPGAの大賞を獲得、これで3年連続での受賞となった。

## ツアー優勝歴

### KLPGA（7）
※本項の成績は최혜진｜KLPGA（朝鮮語）の各年度に基づき、勝利数のカウントにアマチュア優勝を含まない。太字はメジャー大会である。
- 2017年：ヒョソン選手権
- 2018年：BCカード・ハンギョンレディースカップ
- 2019年：KLPGA選手権、NH投資証券レディース選手権、S-OIL選手権、マッコール龍平リゾートオープン、SKネットワークス・ソウル経済レディースクラシック
- 2020年：SKテレコム・ADTキャップス選手権